# Carte picturale
Pour les articles homonymes, voir Carte.
 (juin 2024).

Vue de Paris en 1618 par Claes Jansz Visscher.

Les cartes picturales sont une catégorie de la cartographie. On les appelle aussi : cartes illustrées, cartes panoramiques, cartes à vue de vol d’oiseau et cartes géopicturales parmi autres. Cartes sur la représentation illustrée d'une région, les rues et les constructions sont toujours minutieusement bien tracées.
Par contraste avec la carte routière, l'Atlas ou la cartographie topographique, les cartes illustrées représentent un territoire donné avec un style plus artistique que technique. La cartographie peut être celle d’un panorama tridimensionnel sophistiqué ou d’un plan simple animé avec des illustrations de bâtiments, de personnages ou d’animaux. Elles peuvent présenter toutes sortes de thèmes variés comme des événements historiques, des figures légendaires ou des produits agricoles et représenter tout genre de sujet allant de la rue de quartier jusqu’au continent entier. Dessinées par des artistes et illustrateurs spécialisés, les cartes picturales forment une riche tradition qui s’étale sur des siècles. Elles sont une forme d'art diversifiée qui va du simple napperon de restaurant jusqu’à la précieuse estampe au musée.
En général, les cartes picturales montrent un endroit ou une région comme si on la voyait du dessus et d’une prise de vue oblique. Elles ne sont généralement pas dessinées à l’échelle afin de mettre l’accent sur l’étalement des routes, des bâtiments individuels, ou autres points de repère visuels. Alors que les cartes régulières se concentrent sur l'interprétation exacte des distances, les cartes illustrées mettent en avant les objets du territoire pour permettre au lecteur de s'y reconnaître plus familièrement. En accentuant les objets et la forme d'expression, ces cartes occupent un spectre artistique qui va de la caricature enfantine au tableau graphique spectaculaire et dont les meilleures sont attrayantes, instructives et très précises. Certaines d’entre elles sont le fruit de milliers d'heures d’exécution.

## Historique des cartes picturales
L’historien Will Durant a dit que la cartographie nous montre le visage de l'histoire. Ceci est particulièrement vrai des cartes picturales parce qu’elles ont toujours été vouées à présenter un message visuel. Au cours des siècles, les cartes illustrées ont été utilisées pour représenter la cuisine d'un pays, les industries d'une ville, les attraits d'une destination touristique, l'histoire d'une région ou ses lieux saints.

L'histoire des cartes illustrées s’enchevêtre et se confond beaucoup avec l'histoire de la cartographie en général.
Dans la cartographie médiévale, les idées religieuses et historiques éclipsaient habituellement les représentations géographiques exactes comme on le voit dans les fameuses  cartes en T qui représentaient les trois continents connus dans la forme d'une croix centrée sur Jérusalem. L'art plus précis d'illustrer en détail les paysages urbains a pris son essor durant la Renaissance. Alors que se développèrent les grands centres de commerce comme Venise, les autorités locales chargeaient des artistes de développer des aperçus à vol d’oiseau de leurs villes pour gérer les grandes foires et diriger le trafic accru de commerçants étrangers. Avec l'imprimerie, ces cartes illustrées sont devenues en quelque sorte les premières formes de publicité lorsque les villes rivalisaient entre elles pour attirer une plus grande part du commerce du monde connu.
Pendant la période des grandes explorations, la cartographie devint progressivement plus exacte pour subvenir aux besoins de la navigation. Les cartes de l’époque restaient néanmoins copieusement animées d’illustrations à la fois décoratives et fonctionnelles. On y voit des voiliers qui indiquent la direction des vents, de petits arbres et buttes pour représenter forêts et montagnes et un bon nombre de créatures marines et d'indigènes exotiques souvent imaginaires. Avec l’accroissement de l'exactitude géographique, ces illustrations se sont retrouvées confinées progressivement aux marges des cartes. Elles disparurent complètement avec l’avènement de la cartographie moderne.

## LeXIXesiècle
Pendant que la cartographie évoluait, sa variante picturale connut un regain de popularité au XIXe siècle avec le développement des chemins de fer. 
Entre 1825 et 1875, des milliers de plans de ville furent produits aux États-Unis et la production et la collection de ces cartes panoramiques devinrent presque une manie. Un peu comme les sites Internet de leur temps, chaque agglomération devait avoir la sienne pour demeurer compétitive dans la sollicitation des industries et de la main-d’œuvre immigrante..
Quelquefois, l'exagération artistique de ces cartes frôlait la fraude. Certains voyageurs se voyaient attirés par d'idylliques images de villes pittoresques avec des industries florissantes pour n’y trouver qu’une triste et petite agglomération de baraques boueuses à leur arrivée. La Bibliothèque du Congrès (Library of Congress) des États-Unis possède une vaste collection de ces cartes, dont beaucoup sont toujours imprimées et vendues aujourd'hui.

## LeXXesiècle
Avec la croissance du tourisme, la cartographie illustrée réapparaît comme forme d'art populaire pendant une période qui ira des années 1920 jusqu’aux années 1950, souvent avec un style d'Art déco caractéristique de la période.

Un autre regain de popularité a eu lieu au cours des années 1970 et 1980. C'était l'apogée de compagnies comme Archar et Descartes qui ont produit des centaines de cartes promotionnelles aux couleurs vives, surtout de villes américaines et canadiennes.
Dans ces « City Character Prints », les entreprises locales étaient flatteusement illustrées avec leurs logos fièrement fixés sur leurs bâtiments. En regardant ces cartes et leurs commanditaires au fil des ans, il est intéressant d’y voir la dernière vague de transformation économique en y observant les illustrations d'usines manufacturières qui cèdent leur place à celles des parcs d'affaires et aux logos de l’économie de service et de la haute technologie.
Aujourd'hui, comme dans toutes les autres formes de graphisme et de média, la révolution numérique a changé la façon dont les cartes illustrées sont préparées et exécutées. Mais comme toute forme d’art il s’agit toujours d’un travail ardu et subjectif plutôt que technologique, Dans l'ère où Google Earth peut fournir un aperçu de n'importe quel point sur le globe, il est étonnant de constater que beaucoup des belles réalisations d’antan ont été exécutées avant l’avènement de l’avion ou même de la photo. 
Qu’elles soient dessinées avec plume, stylo ou pixel, les cartes picturales sont toujours exécutées à l’échelle de l’imagination.

## Ceux qui font les cartes
Ironiquement, malgré tous les changements qu'elles enregistrent, les méthodes pour produire les cartes illustrées, elles, n’ont presque pas changé au cours des siècles. Ces tableaux ont toujours eu une mission économique d’étaler les atouts d’une région, d’attirer les visiteurs et de susciter la fierté locale. Les illustrateurs de ces cartes étaient pour la plupart des spécialistes itinérants. Ils voyageaient de ville en ville et recrutaient l’assistance d’organisations civiques, de commerçants, et d’industriels locaux dont l'appui garantissait une parution prééminente de leurs bâtiments sur la carte.
Edwin Whitefield par exemple, un des prolifiques illustrateurs américains du XIXe siècle, exigeait environ 200 abonnés avant qu'il ne mette crayon sur papier. Dès qu'il avait assuré la rentabilité de son affaire, on voyait Whitefield partout dans la ville esquisser furieusement chaque bâtiment. Puis, après avoir choisi une position aérienne imaginaire, il intégrerait toutes ses esquisses en un dessin panoramique complet et détaillé de la ville. Et après cela, disent les chroniqueurs du temps,  on revoyait Whitefield courir furieusement partout dans la ville cette fois pour acquitter la note de tous ses commanditaires.
Selon Jean-Louis Rheault, un artiste contemporain de cartes illustrées,  Les choses n’ont pas changé du tout depuis lors.